# Och, życie
Och, życie (ang. Life as We Know It) – amerykański komediodramat z 2010 roku w reżyserii Grega Berlanti. W głównych rolach wystąpili Katherine Heigl i Josh Duhamel.
Film był kręcony od 14 września do 12 listopada 2009 roku w Atlancie oraz w Norcross (Georgia, USA).

## Opis fabuły
Holly Berenson (Katherine Heigl) jest właścicielką niewielkiej piekarni Atlanta, natomiast Eric Messer (Josh Duhamel) to obiecujący dyrektor techniczny telewizji sportowej klubu Atlanta Hawks. Randka, na którą zostają umówieni przez wspólnych znajomych; Alison (Christina Hendricks) i Petera (Hayes MacArthur) kończy się katastrofą. Przyrzekli sobie, że już nigdy się nie zobaczą.
Wszystko zmienia się, gdy ich wspólni znajomi giną w wypadku samochodowym, wyznaczając w testamencie ich jako opiekunów swojej rocznej córeczki. Od tej chwili muszą razem zamieszkać w jednym domu i jak najlepiej wychować dziewczynkę.

## Obsada
- Katherine Heigl jako Holly Berenson
- Josh Duhamel jako Eric Messer
- Josh Lucas jako Sam ("Doctor Love")
- Hayes MacArthur jako Peter Novak
- Christina Hendricks jako Alison Novak
- Sarah Burns jako Janine Groff
- Melissa McCarthy jako DeeDee
- Faizon Love jako cab driver